# Cinq et la Peau
Pour plus de détails, voir Fiche technique et Distribution.
Cinq et la Peau est un film français
franco-philippin réalisé par Pierre Rissient et sorti en 1982.

## Fiche technique
- Titre : Cinq et la Peau
- Réalisation : Pierre Rissient
- Scénario : Lucie Albertini, Alain Archambault, Eugène Guillevic et Pierre Rissient, d'après des poèmes de Fernando Pessoa
- Photographie : Alain Derobe, Romeo Vitug et Daniel Vogel
- Son : Lionel Crampont et Jack Jullian
- Montage : Marie-José Chauvel, Mounira M'Hirsi, Sheherazade Saadi et Bob Wade
- Musique : Benoît Charvet et Claude Danu
- Production : Bancom Audiovision - GPFI - Les Films de l'Alma
- Pays d'origine :  France -  Philippines
- Durée : 95 minutes
- Dates de sortie : France - 2 juin 1982

## Distribution
- Féodor Atkine : Ivan
- Eiko Matsuda : Mari
- Gloria Diaz
- Bembol Roco : Bembol
- Philipp Salvador : Carding
- Louie Pascua : Dencar
- Chat Silayan
- Lucille Alcantara : Charo
- Haydee Castillo : Chando
- Maki Matsumoto : Maki

et Roger Blin	(voix)